# Оберхардт, Уильям

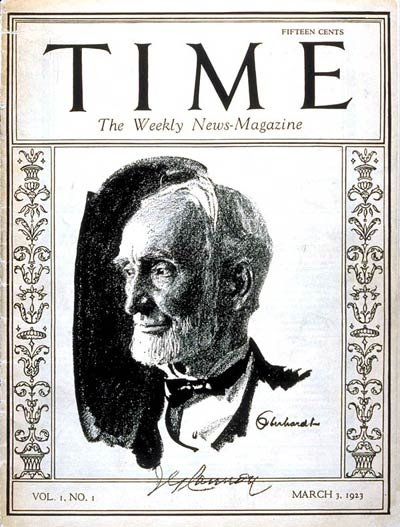
Обложка самого первого номера журнала с изображением портрета спикера Палаты представителей Соединённых Штатов Джозефа Герни Кэннона, работы худ. У. Оберхардта

Уильям Оберхардт (англ. William Oberhardt ; 1882, Гуттенберг, Нью-Джерси — 1958) — американский художник-портретист, известный иллюстратор.

## Биография
С 1897 по 1900 год обучался в Национальной академии дизайна. Затем отправился в Германии, где в Мюнхенской академии художеств продолжил учёбу под руководством Карла фон Марра.
Большую часть своей карьеры работал в Нью-Йорке. В 1920-х-1930-х годах Оберхардт был одним из самых известных и самых популярных иллюстраторов в США, чаще всего сотрудничал с журналом «The East Side» с момента его создания в 1909 году. Он автор первой иллюстрации для обложки первого номера журнала «Time» (3 марта 1923).

## Творчество
Писал официальные портреты маслом, однако его любимыми были рисунки углём и карандашом. Художник владел удивительным даром изображения человеческих голов. У. Оберхардта запечатлел большое количество самых известных людей своего времени. Среди тех, кто ему позировал были президенты Уильям Тафт, Уоррен Хардинг и Герберт Гувер, изобретатель Томас Эдисон, композитор Сергей Рахманинов и многие другие.
Умелое владение художественным углём, как инструментом рисунка, позволило ему проявить в творчестве большую свободу и чувствительность. Он отличался способностью схватывать и раскрывать характер своих персонажей. Оберхардт был очень традиционным, почти старомодным художником. Он удивлялся коллегами-иллюстраторами, которые использовали фотографии, подчеркивая, что работа художника заключалась не в «копировании формы», а в «стремлении к интерпретации личности через форму».